# Helena Nyman
Maria Helena Nyman, född 5 maj 1963 i Sundsvall, är en svensk journalist och chefredaktör.

## Biografi
Nyman arbetade på Arbetarbladet i Gävle i 26 år. Mot slutet var hon nyhetschef och ställföreträdande ansvarig utgivare. Hon har även arbetat kortare perioder på Hudiksvalls Tidning och Nya Norrland. År 2014 utsågs Nyman till redaktionschef och ansvarig utgivare för SVT Nyheter Västernorrland. I mars 2016 återvände hon till Arbetarbladet för att bli chefredaktör där.
Den 4 juni 2018 blev Nyman chefredaktör för Dalarnas Tidningar (DT), som inbegrep Falu-Kuriren, Borlänge Tidning, Nya Ludvika Tidning, Mora Tidning, Södra Dalarnes Tidning och Avesta Tidning. Några månader senare tog DT:s ägare Mittmedia över och blev en del av Bonnier News Local som satsade på lokala chefredaktörer. Avesta Tidning bröts loss hösten 2019. År 2020 fick även de andra tidningarna inom DT nya chefredaktörer. Nyman stod därefter kvar som chefredaktör för Falu-Kuriren och som utgivare för webbplatsen DT.se.